# In-SHUCK-ch
Mit In-SHUCK-ch Nation werden nordamerikanische Indianer bezeichnet, die sich in einem First Nations Government am unteren Lillooet River südlich von Pemberton in der kanadischen Provinz British Columbia zusammengeschlossen haben.  Die mehr als 900 (staatlich anerkannten) Mitglieder gehören zur Sprachgruppe der St'at'imc aus der Sprachfamilie der Salish-Sprachen, kulturell gehören sie zu den Binnen-Salish. Sie haben sich vom Lillooet Tribal Council getrennt und bilden eine eigene Vertretung gegenüber der kanadischen Regierung.
Zum Lower Stl'atl'imx Tribal Council gehören drei Bands, wie in Kanada die getrennt siedelnden Teilstämme genannt werden. Dies sind die Samahquam First Nation (shah-MAH-kwum) mit rund 280 anerkannten Angehörigen (2006), die Skatin Nations mit 381 (August 2009) und die Douglas First Nation mit 235 Angehörigen. Ursprünglich war auch die N'Quatqua First Nation (303 anerkannte Angehörige), die um D’Arcy lebt, mit den drei anderen Bands ausgetreten, doch hat sie inzwischen eine eigene Verwaltung.
Anfang Juli 2007 schloss die In-SHUCK-ch Nation einen Landnutzungsvertrag mit der Regierung, der die wirtschaftliche Entwicklung fördern, zugleich aber Rücksicht auf ökologisch und kulturell sensible Bereiche des Gebiets nehmen soll.
Die Häuptlinge Darryl Peters von der Douglas First Nation, Keith Smith von der Samahquam Nation und Patrick Williams von den Skatin Nations haben den Vertrag unterzeichnet. Im Einzelnen wurde beschlossen, ein neues Schutzgebiet am oberen Rogers Creek einzurichten, das an den Stein Valley Nlaka'pamux Heritage Park angrenzt, dazu ein weiteres 30 ha großes Gebiet am unteren Douglas Creek, schließlich eine so genannte Wildland Zone am oberen Douglas Creek, wo Holzeinschlag verboten ist, aber Bodenschätze gesucht und der Tourismus ausgebaut werden soll. Außerdem werden 11 Kulturstätten anerkannt, und sie sollen in Zukunft nur noch unter Absprache mit den First Nations gemanagt werden.
Insgesamt erhalten die In-SHUCK-ch ein Gebiet von 14.979 ha (knapp 150 km²) und rund 21 Millionen Dollar.